# Kebonrejo (Temon)
Kebonrejo is een bestuurslaag in het regentschap Kulon Progo van de provincie Jogjakarta, Indonesië. Kebonrejo telt 1233 inwoners (volkstelling 2010).